# Famille de Solere
La famille de Solere olim di Solere, est une famille de noblesse italienne d'ancienne extraction, originaire de Solere (Piémont),, et établie en France depuis Maurice, comte de Solere et député du Piémont à Paris en 1800,.
Cette famille est connue depuis Sismondo di Solere, fils de Ruffino di Sarmatorio, investi de son fief en 1265 par Geoffroy di Montanaro, évêque de Turin,.
Elle prouve sa filiation depuis Michel de Solere, seigneur de Solere en 1498.
La juridiction de la famille sur le fief de Solere remonte à des temps immémoriaux et cesse avec l'abolition de la féodalité en Piémont en 1797.
La famille de Solere compte  sept chevaliers de l'ordre des Saints-Maurice-et-Lazare dont plusieurs hauts-dignitaires, un chevalier de Jérusalem, de Rhodes et de Malte, de nombreux militaires et diplomates au service des ducs de Savoie. Au XIVe siècle, elle soutient le parti gibelin,,.
Les Solere ont leur sépulture dans l'église sainte-Catherine du château de Solere.

## Origine

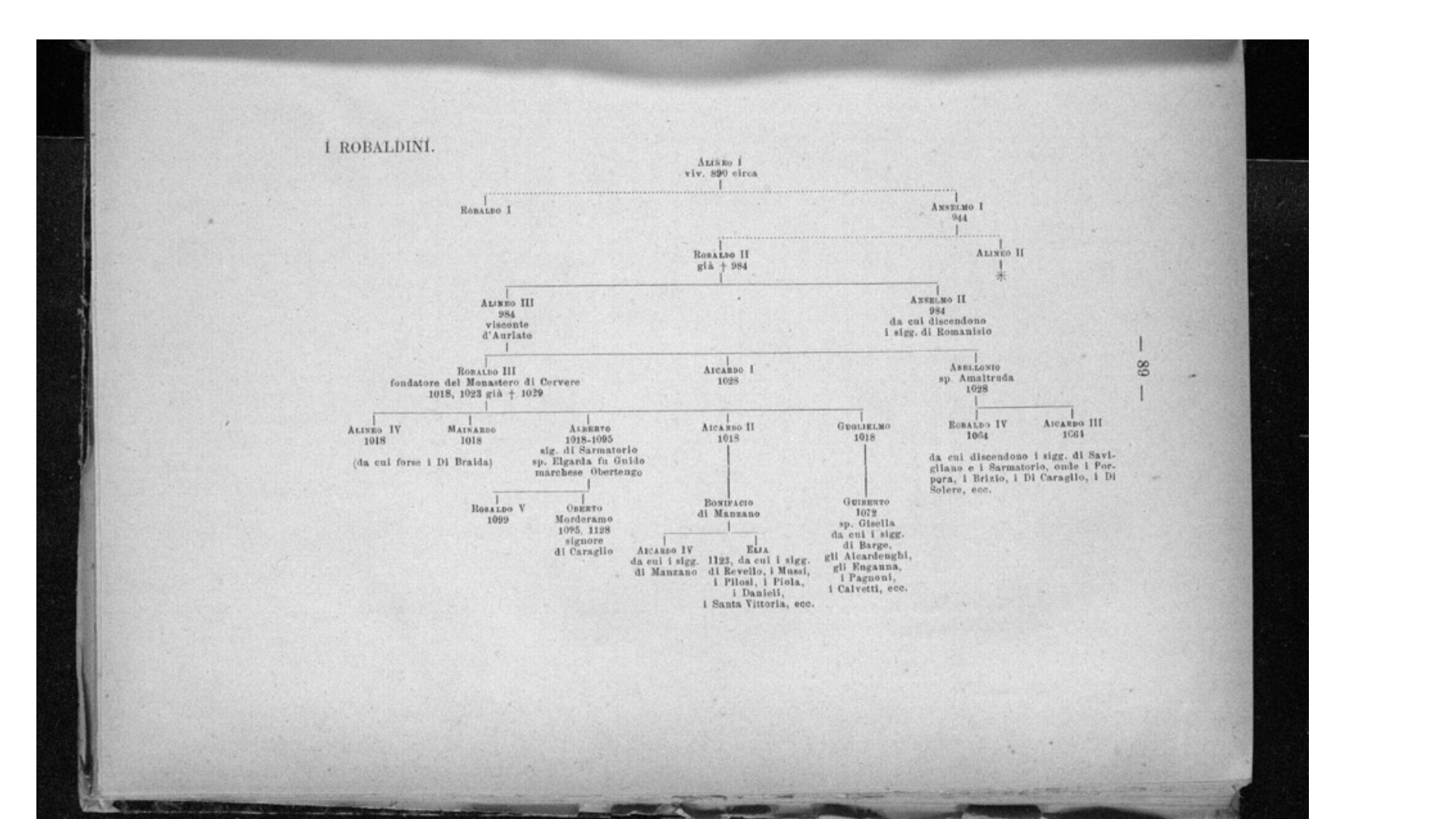
Rattachement des Solere aux Robaldini, vicomtes d'Auriate, selon Carutti, 1901.

Pour les historiens  Della Chiesa (XVIIe siècle), Adriani, Carutti,, Vittorio Spreti, Angius  et Casimiro Turletti(XIXe siècle), les Solere sont une branche des Robaldini, puissants vicomtes d'Auriate, qui possédaient au XIe siècle le château de Solere et qui portent les mêmes armes.
Dans son Dictionnaire féodal des anciens États Sardes et Lombards : de l'époque carolingienne à nos jours (774-1909), l'historien et généalogiste Francesco di Paola (XXe siècle) rattache également les seigneurs de Solere aux seigneurs de Sarmatorio di Montfalcone, vicomtes d'Auriate et vassaux des Ardouin, comtes d'Auriate et marquis de Turin.

## Onomastique
Le mot Solere (Solaro, Soleri, etc) désigne sous l'antiquité une maison connue pour être noble. A l'opposé de la hidalguia, maison sur un seul niveau, ces maisons ont un solar, un solarium ou une tour et désignent, par extension, un lignage noble,.

## Filiation simplifiée

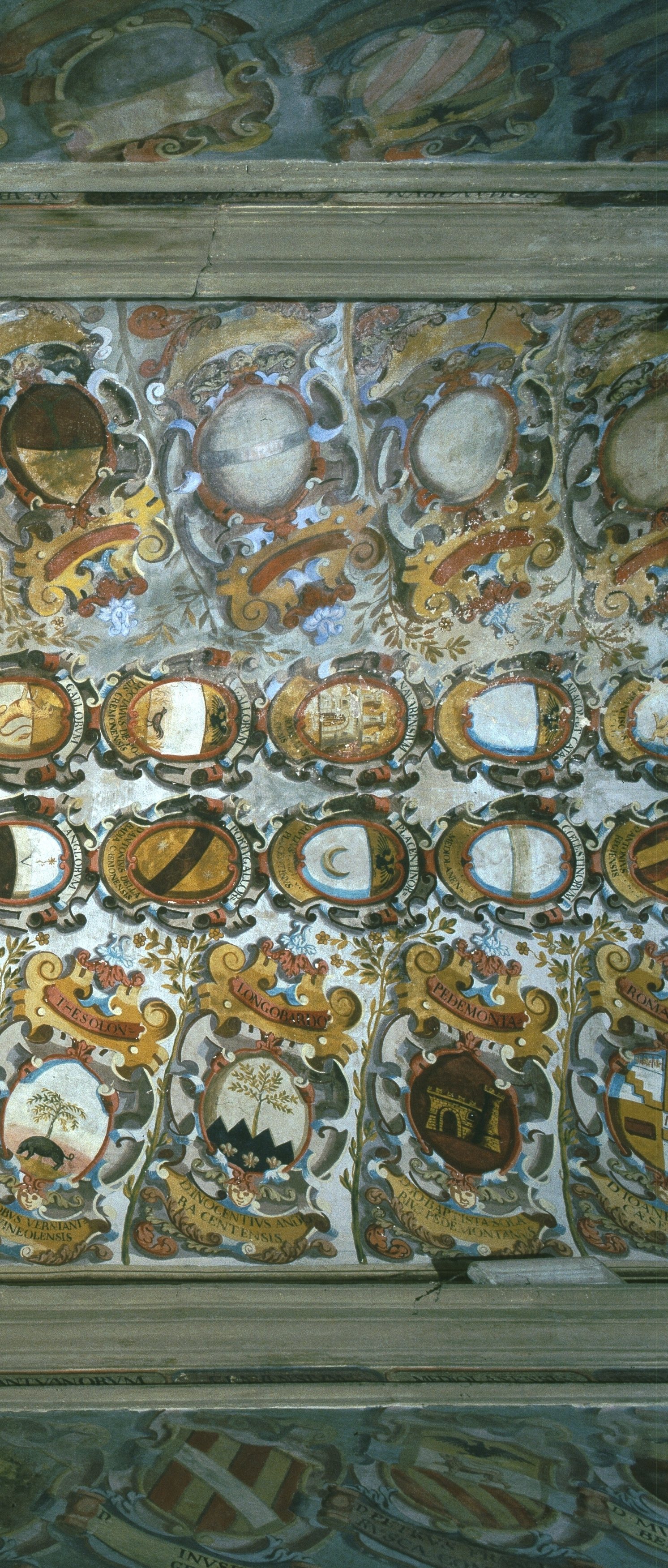
Palais de l'Archiginnasio, plafond du Scalone dei Legisti. Armoiries de Giovani Battista de Solere (Iohannes Baptista Solarius), 1610. Créneaux gibelins.

- Sismondo I[4], chevalier, seigneur de Solere, fils de Ruffino di Sarmatorio[22], investi de son fief en 1265 par Geoffroy di Montanaro, évêque de Turin.
- Sismondo II[4], chevalier, seigneur de Solere, investi, de son fief en 1295 par Geoffroy di Montanaro, évêque de Turin.
- Giacomo, Fraceschino et Antonio[4],[23], seigneurs de Solere, investis de leur fief en 1308 par Tedisio della Gente Camilla, évêque de Turin.
- Catalano, Giovanio, Petrino et Giacomino[4],[23], qualifiés de chevaliers en 1330.
- Jean et Michel[4], seigneurs de Solere, investis de leur fief en 1363.
- Martino Ier[4], vivant en 1375, seigneur de Solere, avocat.
- Antonio[4],[23], seigneur de Solere, chevalier de Jérusalem, de Rhodes et de Malte, commandeur de Racconigi en 1390[24], fonde l'église de Saint-Martin des Antonins en 1375 à San Salvatore.
- Martino II[4], vivant en 1395, seigneur de Solere, avocat.
- Martino III[4], vivant en 1417, seigneur de Solere, avocat, jurisconsulte, juge à Mondovi. Le duc Amédée VIII de Savoie lui souscrit un emprunt pour l'acquisition du comté genevoix[25].
- Dragone[4],[26], né vers 1430, seigneur de Solere, docteur en droit, conseiller du duc de Savoie,  gouverneur de Carignan, ambassadeur du duc Ludovic de Savoie.

- - Michel[4], vivant en 1498, seigneur de Solere et de Genola.
    - Lazzaro[4],[26], né vers 1500, seigneur de Solere et de Genola, chevalier de l'Ordre des Saints-Maurice-et-Lazare, docteur en droit, avocat, conseiller du duc de Savoie, président du sénat du Piémont. Il épouse Catherine Cambiani de Ruffia.
      - Giovani-Battista[27], seigneur de Solere, docteur en droit à l'Université de Turin en 1541.
      - Sebastien[4],[27], né en 1528, seigneur de Solere, chevalier de l'Ordre des Saints-Maurice-et-Lazare, auditeur-général de l'Ordre, conseiller du duc de Savoie, sénateur, président du  sénat du Piémont. Il épouse Maria Taparelli de Lagnasco.
        - Ludovica[4], mariée à Benedetto Tapparelli di Lagnasco en 1607.
        - Giovani-Battista[27], né vers 1580, seigneur de Solere, comte de Genola, grande croix et grand trésorier de l'Ordre des Saints-Maurice-et-Lazare, ambassadeur du duc Charles-Emmanuel Ier à Venise. Il épouse Madeleine Buronzo[27].
          - Anselmo-Domenica[4], né en 1610, seigneur de Solere, comte de Genola, épouse Angélique Milliet de Faverges, première dame d'honneur de Christine de France duchesse de Savoie.
            - Françoise-Benoite[4], née en 1643, mariée à Horace Beggiami.
            - Francesca, mariée à Giovani Romagno di Polenzo[28].
            - Giovani-Maurizio[4], né en 1644, seigneur de Solere, comte de Genola, premier syndic de Savigliano[29], chevalier de l'Ordre des Saints-Maurice-et-Lazare, épouse Laure Radicati di Brozolo. Il eut pour parrain le prince Maurice de Savoie et pour marraine la duchesse Christine de France.
              - Anselmo-Dominica[4], décédé en 1747, seigneur de Solere, comte de Genola,  premier syndic de Savigliano[29], gentilhomme de bouche du Roi de Sardaigne. Il épouse Thérèse Luserna d'Angrogna.
                - Maurizio[4], premier syndic de Savigliano[29], seigneur de Solere, comte de Genola. Il épouse Marie-Thérèse Rocco di Monticello en 1760.
                - Sébastien[4], seigneur de Solere, comte de Genola, capitaine au régiment de Mondovi, épouse Angèle Taparelli de Lagnasco en 1785.
                  - Thérèse-Elisabeth[4], décédée en 1847, mariée au comte Hercule Cordero di Montezelomo, qui hérite du château de Solere.

        - Giovani-Tommaso[4], vivant en 1607, chevalier de l'Ordre des Saints-Maurice-et-Lazare, épouse Antoinette Falletti di Pocapaglia.
          - Guido-Antoinio[4], né en 1604, épouse Philiberte Gorena di Marene.
            - Juste-Benito[4], né en 1641,  premier syndic de Savigliano[29], épouse Arcor de Fiaro.
            - Giovani-Tommaso II[4], né en 1642, docteur en droit, avocat, épouse Cécile Muratore.
              - Guido-Giuseppe[4], né en 1674, seigneur de Solere, premier syndic de Savigliano[29], épouse Catherine Carandoletta.
                - Luce-Antonio[4], né en 1711, seigneur de Solere, premier syndic de Savigliano[29], épouse Anne-Thérèse de Tavier.
                  - Commandeur Maurizio[4], né en 1747, seigneur de Solere, comte de Genola, chevalier de l'Ordre des Saints-Maurice-et-Lazare, titulaire de la commanderie héréditaire de Savillan, premier syndic de Savigliano[29], ambassadeur du Piémont à Paris, épouse Rose Ceca de Montbello de Vaglierano.
                    - Luce-Antoine[30],[31], né au château de Solere en 1781, comte de Solere, chevalier de l'Ordre des Saints-Maurice-et-Lazare, naturalisé en 1814[32], nommé sous-préfet de Melle puis préfet des Deux-Sèvres par Charles X. Il épouse Ernestine de Sparre.
                      - Eugène-Maurice[33], né en 1802, comte de Solere, X, école navale, capitaine de frégate, propriétaire du château de Rouffignac[34] et maire de Rouffignac.
                      - Louis, né en 1804[7]. Ecole royale militaire, tué à Constantine en 1837.
                      - Ferdinand, né en 1812[35], page de Charles X, tué à Douëra en 1835.
                      - Eponine[36], née en 1818. Elle félicite la princesse d'Orléans à l'entrée du château de Fontainebleau avant son mariage[37],[38]. Mariée à Jacques-Etienne Burignot de Varenne.
                      - Maurice[39],[40], né en 1805, comte de Solere, X, commandeur de la légion d'honneur, colonel du génie, directeur des fortifications d'Ajaccio, de La Rochelle et de Paris, propriétaire du château de Thénac[35]. Il épouse Adélaïde Babeau.
                        - Henry, né en 1844[7]. Comte de Solere, école navale, officier d'artillerie, tué à Sidi Bel Abbès en 1920. Il épouse Thérèse de Chanaud.
                          - Maurice, né en 1880[7]. Comte de Solere, officier d'infanterie, épouse Jeanne Tinturier.
                          - Henry, né en 1882[7], ESM Saint-Cyr, officier d'infanterie.

                        - Ernest, né en 1857[7]. Comte de Solere. Il épouse Marie Logerot.
                          - Pierre, né en 1890[7]. Comte de Solere, IEP, épouse Marie Stintzy.
                            - Jean, né en 1920[7]. Comte de Solere, ESM Saint-Cyr, médaille de la Résistance française, officier d'infanterie, épouse Christiane Viot.
                            - Louis, né en 1923[7]. ESM Saint-Cyr, mort pour la France à Tonkin, épouse Jeanne Duplay.
                            - Bernard, né en 1925[7]. Géologue, il épouse Françoise Le Bourgeois.
                            - Denys[41], né en 1931, ENSBA, artiste peintre, Prix Blumenthal en 1925. Il épouse Claude de Montgrand.

                          - Claude, né en 1892[7]. ENPC, officier du génie, épouse Denise Lireux.
                            - Antoine, né en 1925, officier d'infanterie, FFI, membre du maquis de Lorris, blessé à la Libération de Paris[42],[43], sauta sur Diên Biên Phu[44]. Il épouse Maylis de Parseval de Foudras.
                            - Brigitte, née en 1919. Mariée à Jacques Burignot de Varenne.

                          - Charles, né en 1894, ESM Saint-Cyr,  officier d'infanterie, mort pour la France à Tonkin.

## Titres
La famille de Solere reçoit du prince de Piémont Charles-Emmanuel Ier, le titre de comte en 1610,,, :
- Comte de Genola,
- Baron de San Salvatore (Saint-Sauveur),
- Seigneur de Solere, Verzuolo, Cervere et Villafalletto.

La juridiction de cette famille sur le fief de Solere remonte à des temps immémoriaux et cesse avec l'abolition de la féodalité en Piemont en 1797.

## Galerie

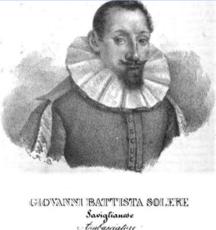
Giovani Battista de Solere, grand-croix de l'Ordre des Saints-Maurice-et-Lazare, ambassadeur du duc Charles-Emmanuel Ier à Venise.
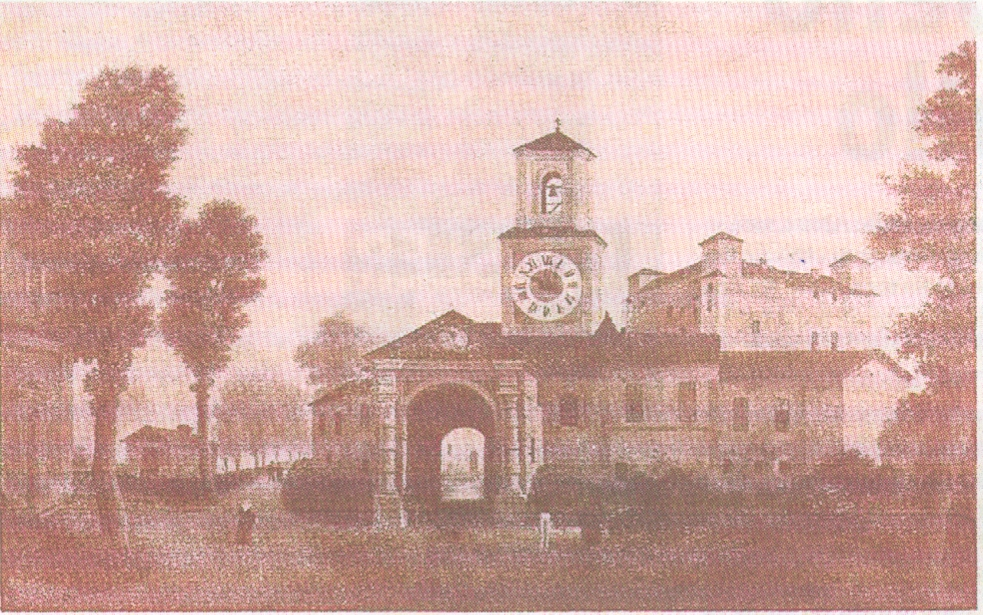
Castello di Solere, XVe siècle.
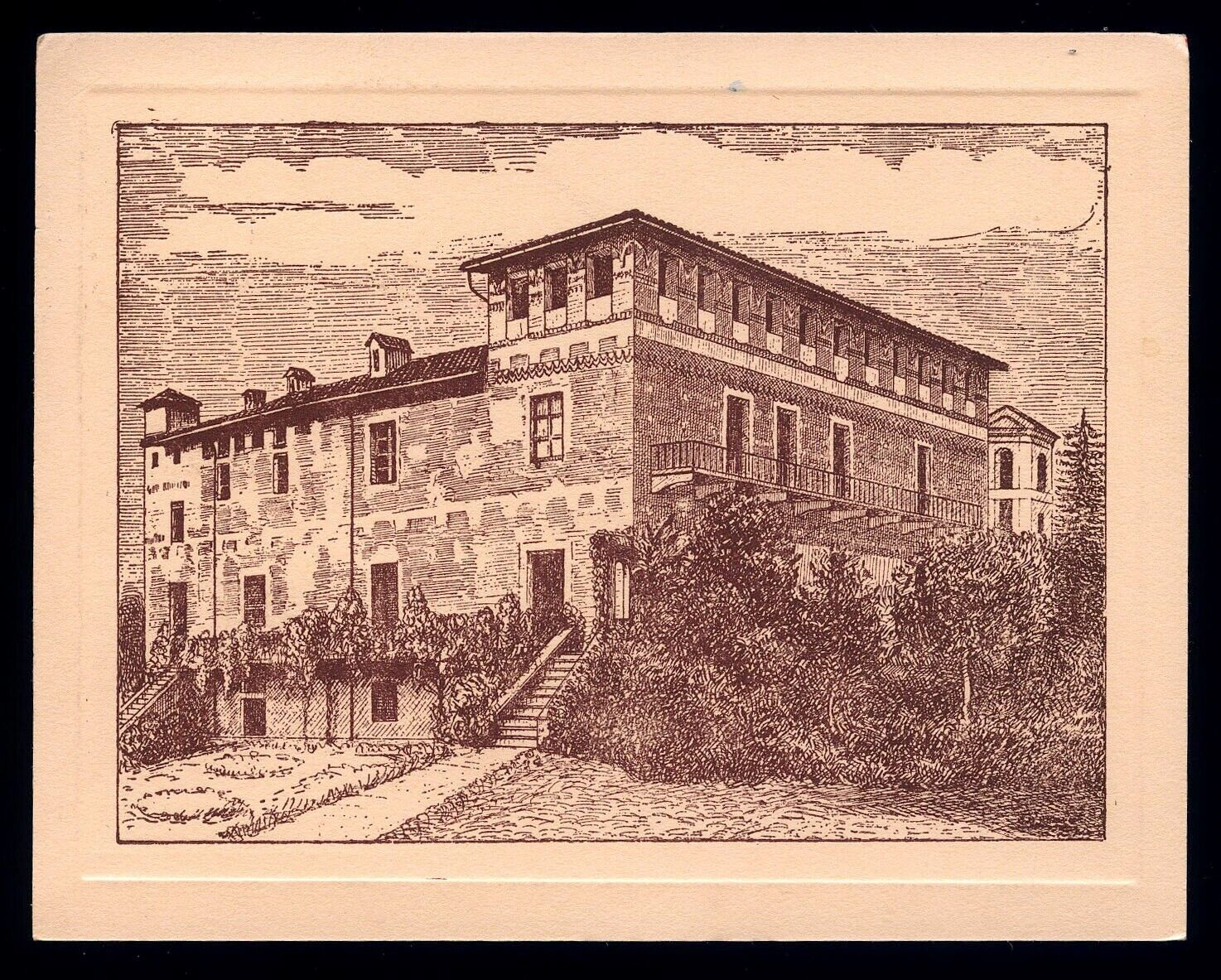
Façade sud du château de Solere.
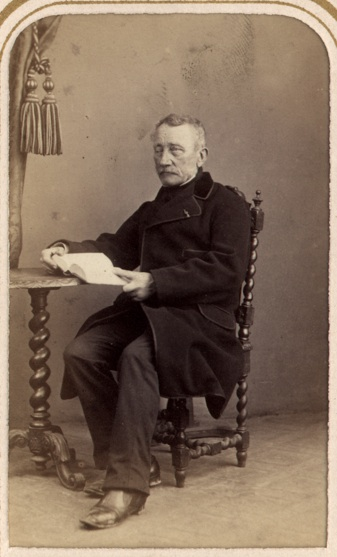
Eugène Maurice de Solere (1802-1890), maire de Rouffignac (Dordogne).

## Alliances
- Alliances piémontaises : Cambiani di Ruffia, Cordero di Montezemolo, di Villafalletto, Castello di Buronzo, Radicati di Brozolo, Romagno di Polenzo, Ruffini di Marene, Carandoletta, Beggiami di Clavesana, Muratore di Cervere, Taparelli di Lagnasco, Falletti di Pocapaglia, Luserna d'Angrogna, Rocco di Monticello, Ceca di Monbello di Vaglierano.
- Alliances françaises  : Milliet de Faverges, de Sparre, de Chanaud, Le Bourgeois, Burignot de Varenne, de Mongrand, de Witasse, de Parseval de Foudras, Olphe-Galliard.

## Château de Solere
À cinq kilomètres de Savigliano, au bord de la Maira, dans la localité connue sous le nom de Solere, se dresse le château du même nom, mi-forteresse, mi-palais italien construit par les seigneurs de Solere au XIe siècle,. Vers l'an mille, il y avait deux châteaux séparés par un fossé : l'un appartenant aux seigneurs de Sarmatorio et l'autre à l'évêque de Turin, qui avait juridiction sur le village,.
L'actuel château a été reconstruit par la famille de Solere en 1443 sur ordre du Duc Amédée VIII de Savoie. Une chapelle de style baroque a également été construite (chiesa Santa Caterina). Le château est passé par la lignée féminine aux Cordero di Montezemolo puis aux propriétaires actuels, les marquis Ripa di Meana.

## Héraldique
|  | Solere di Genola De gueules, à la tour senestrée d'un avant-mur d'argent ajourés de sable, la tour ouverte du même., - Cimier : Une colombe d'argent tenant en son bec un rameau d'olivier de sinople. - Couronne de comte. - Cri : Pax, Pax. |